# Paranemastoma umbo
Paranemastoma umbo is een hooiwagen uit de familie aardhooiwagens (Nemastomatidae). De originele naamcombinatie (protoniem) was Nemastoma umbo Roewer, 1951. Een volgende naamrecombinatie werd gepubliceerd als Paranemastoma umbo (Roewer, 1951) in Martens 2006.